# Amunicja zespolona

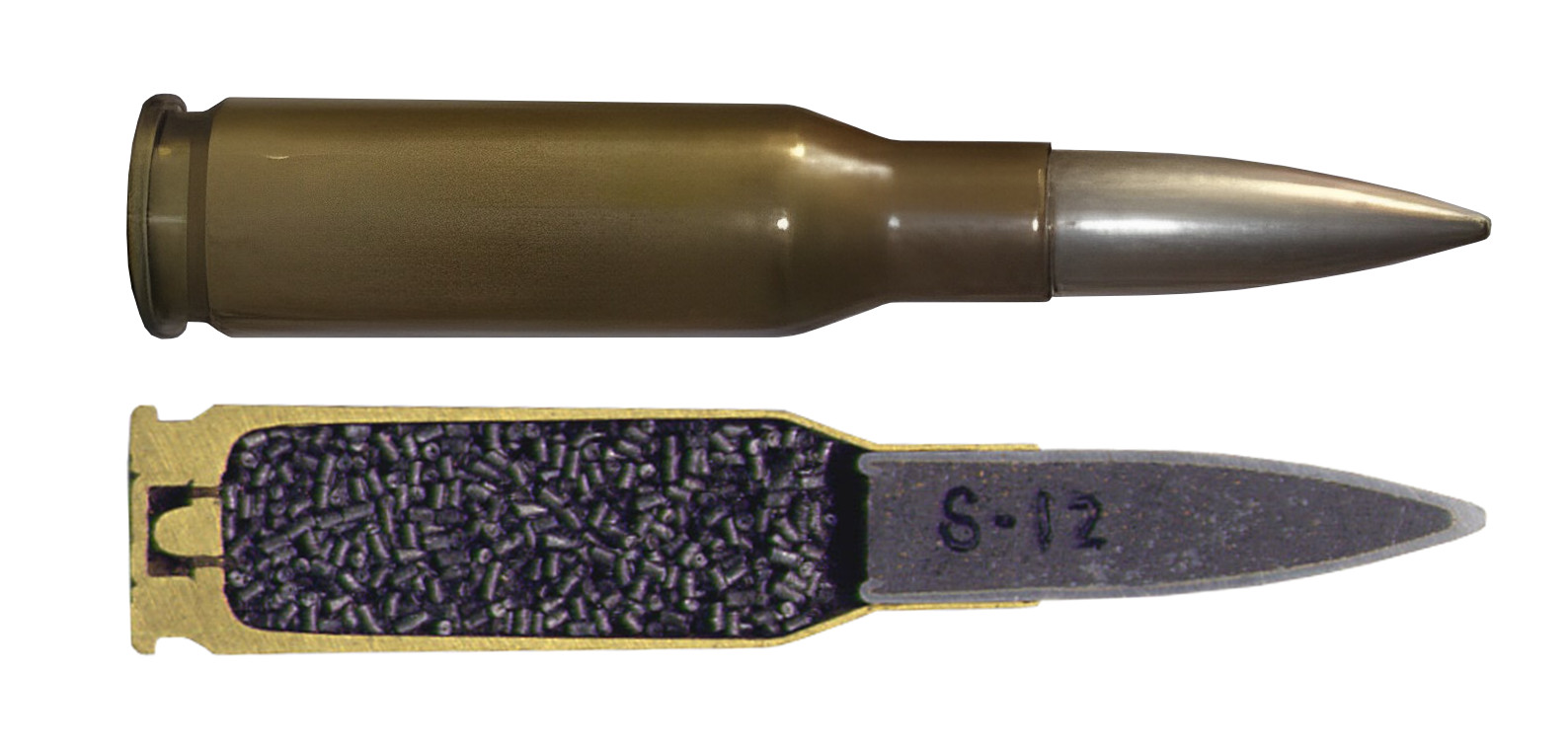
Nabój zespolony .280 British i jego przekrój

Amunicja zespolona (scalona) – rodzaj amunicji w postaci naboju do broni palnej, którego wszystkie elementy połączone są w integralną całość za pomocą łuski.

## Budowa

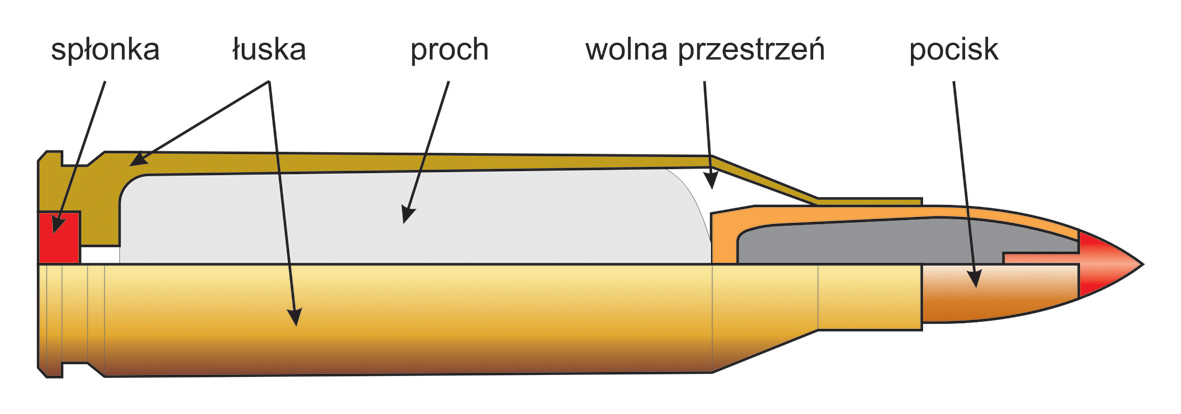
Budowa współczesnego zespolonego naboju strzeleckiego

W skład naboju zespolonego wchodzą:
- spłonka lub zapłonnik
- ładunek miotający
- pocisk lub pociski
- łuska lub inny rodzaj osłony mieszczący w sobie wszystkie powyższe elementy

## Historia

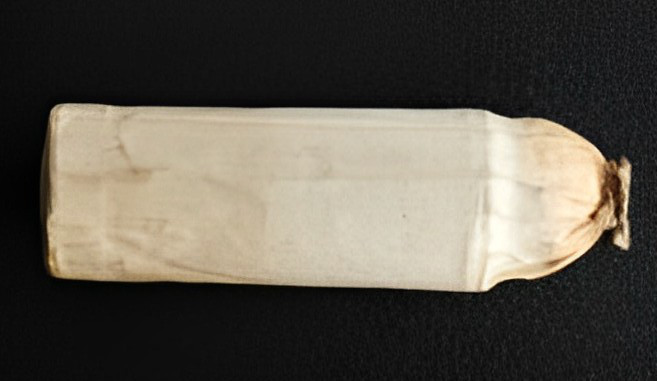
15,43 mm Dreyse wykorzystujący łuskę papierową, pierwszy nabój zespolony wprowadzony do produkcji seryjnej

Amunicję scaloną opatentowano i zademonstrowano po raz pierwszy w 1812 roku. Autorem wynalazku z 1808 roku, ulepszonego po syntezie piorunianu rtęci w 1809 roku był francuski rusznikarz szwajcarskiego pochodzenia Samuel Johannes Pauly. Podczas zorganizowanego przez siebie pokazu oddał 22 celne strzały w czasie, jakiego żołnierz armii napoleońskiej potrzebował na oddanie strzału, załadowanie broni i ponowne przyjęcie postawy strzeleckiej. Po upadku Napoleona Pauly popadł w niełaskę i zmuszony został do opuszczenia Francji. Brakuje wiarygodnych informacji o szczegółach budowy amunicji jego pomysłu, gdyż patent z 29 września 1812 r. uległ zniszczeniu. Można jednak przypuszczać, że amunicja posiadała papierową łuskę i spłonkę własnego pomysłu umieszczoną wewnątrz ładunku prochu, gdyż właśnie takiej konstrukcji użyli w 1836 r. zarówno współpracujący z Paulym Casimir Lefaucheux, jak i jego uczeń Johann Nikolaus von Dreyse. Ulepszony karabin Dreyse wprowadzono na uzbrojenie armii w Królestwie pruskim w 1841 roku. Wprowadzenie nabojów scalonych zrewolucjonizowało i znacznie przyspieszyło proces ładowania broni. Od końca XIX wieku w broni strzeleckiej stosuje się niemal wyłącznie naboje scalone. Prowadzone są również eksperymenty z amunicją bezłuskową.
W artylerii oprócz nabojów scalonych stosuje się wciąż amunicję rozdzielnego ładowania dla dział większych kalibrów (pocisk i łuska osobno, ewentualnie woreczki z prochem).